# منهجية الاقتصاد القياسي
منهجية الاقتصاد القياسي هي دراسة مجموعة من الأساليب المختلفة لإجراء تحليل الاقتصاد القياسي.
تشمل الطرق المختلفة المتميزة بشكل عام والتي تم تحديدها ودراستها
نهج لجنة كاولز 
نهج الانقلاب الذاتي المتجه ‏ 
نهج L S Eاقتصاد القياسي - نشأ مع دينيس سارجان ‏ المرتبط الآن ديفيد هندري (ونمذجة عامة إلى محددة). كما يرتبط هذا النهج هو العمل على أنظمة متكاملة c o i n t e g r a t e dانجل وجرانجر ويوهانسن وجوسيليوس (جوسيليوس 1999)
استخدام المعايرة - فين كيدلاند وإدوارد بريسكوت 
التجريبي أو الاختلاف في نهج الاختلافات - جوشوا A n g r i s t وJ o r n-S t e f fen P i s c h k e.
بالإضافة إلى هذه الأساليب الأكثر وضوحًا، يحدد Hoover  مجموعة من النهج غير المتجانسة أو مناهج الكتب المدرسية التي يتبعها أولئك الأقل أو غير المعنيين بالمنهجية.

## أساليب
قد تستخدم المقاييس الاقتصادية نماذج إحصائية قياسية لدراسة المسائل الاقتصادية، ولكنها في الغالب تكون مع بيانات رصدية، وليس في تجارب مسيطر عليها. في هذا، يشبه تصميم الدراسات القائمة على الملاحظة في الاقتصاد القياسي تصميم الدراسات في تخصصات الرصد الأخرى، مثل علم الفلك وعلم الأوبئة وعلم الاجتماع والعلوم السياسية. يتم توجيه تحليل البيانات من دراسة قائمة على الملاحظة بواسطة بروتوكول الدراسة، على الرغم من أن تحليل البيانات الاستكشافية قد يكون مفيدًا في توليد فرضيات جديدة. غالبًا ما يحلل الاقتصاد أنظمة المعادلات والتفاوتات، مثل العرض والطلب اللذين يفترض أنهما في حالة توازن. وبالتالي، فقد طور مجال الاقتصاد القياسي أساليب لتحديد وتقدير نماذج المعادلات المتزامنة. تشبه هذه الطرق الطرق المستخدمة في مجالات أخرى من العلوم، مثل مجال تحديد النظام في تحليل النظم ونظرية التحكم. قد تسمح هذه الأساليب للباحثين بتقدير النماذج والتحقيق في نتائجها العملية، دون معالجة النظام مباشرة.
واحدة من الأساليب الإحصائية الأساسية المستخدمة من قبل علماء الاقتصاد هو تحليل الانحدار. تعتبر طرق الانحدار مهمة في الاقتصاد القياسي لأن الاقتصاديين لا يمكنهم عادة استخدام التجارب التي يتم التحكم فيها. يبحث علماء الاقتصاد في كثير من الأحيان عن التجارب الطبيعية المضيئة في غياب الأدلة من التجارب التي يتم التحكم فيها. قد تكون بيانات الرصد عرضة لانحراف المتغير المحذوف وقائمة من المشاكل الأخرى التي يجب معالجتها باستخدام التحليل السببي لنماذج المعادلة المتزامنة.

### الاقتصاد التجريبي
في العقود الأخيرة، تحول علماء الاقتصاد على نحو متزايد إلى استخدام التجارب لتقييم الاستنتاجات المتناقضة في كثير من الأحيان من الدراسات الرصدية. هنا، توفر التجارب التي تسيطر عليها والعشوائية الاستدلالات الإحصائية التي قد تسفر عن أداء تجريبي أفضل من القيام الدراسات الرصدية البحتة. 

### البيانات
يمكن تصنيف مجموعات البيانات التي يتم تطبيقها على تحليلات الاقتصاد القياسي على أنها بيانات السلاسل الزمنية، وبيانات المقطع المستعرض ‏، وبيانات اللوحة ‏، وبيانات اللوحة متعددة الأبعاد ‏. تحتوي مجموعات بيانات السلاسل الزمنية على ملاحظات بمرور الوقت؛ على سبيل المثال، التضخم على مدار عدة سنوات. تحتوي مجموعات البيانات المستعرضة على ملاحظات في وقت واحد؛ على سبيل المثال، دخل العديد من الأفراد في سنة معينة. تحتوي مجموعات بيانات اللوحة على ملاحظات زمنية وسلسلة مستعرضة. تحتوي مجموعات بيانات اللوحة متعددة الأبعاد على ملاحظات عبر الزمن، بشكل عرضي، وعبر بعض البعد الثالث. على سبيل المثال، يحتوي Survey of Professional Forecasters على تنبؤات للعديد من المتنبئين (ملاحظات مستعرضة)، وفي نقاط عديدة في الوقت (ملاحظات السلاسل الزمنية) وفي آفاق تنبؤات متعددة (بعد ثالث).

### متغيرات مفيدة
في العديد من سياقات الاقتصاد القياسي، قد لا تسترد طريقة المربعات الصغرى العادية الشائعة الاستخدام العلاقة النظرية المرغوبة أو قد تنتج تقديرات ذات خصائص إحصائية ضعيفة، نظرًا لانتهاك افتراضات الاستخدام الصحيح للطريقة. علاج واحد يستخدم على نطاق واسع هو طريقة المتغيرات مفيدة (IV). بالنسبة للنموذج الاقتصادي الموصوف بأكثر من معادلة واحدة، يمكن استخدام طرق المعادلة المتزامنة ‏ لعلاج المشكلات المماثلة، بما في ذلك المتغيرات IV الأربعة، المربعات الصغرى ذات المرحلتين (2 S L Sوالمربعات الصغرى ذات المراحل الثلاثة (3 S L S).

### الأساليب الحسابية
الاهتمامات الحسابية مهمة لتقييم طرق الاقتصاد القياسي واستخدامها في صنع القرار.  وتشمل هذه المخاوف الحسابية الرياضية الجيدة: وجود، تفرد ‏ ، واستقرار أي حلول لمعادلات الاقتصاد القياسي. مصدر قلق آخر هو الكفاءة العددية ودقة البرمجيات. الشاغل الثالث هو أيضا سهولة استخدام برامج الاقتصاد القياسي. 

### الاقتصاد القياسي الهيكلي
يوسع الاقتصاد القياسي الهيكلي من قدرة الباحثين على تحليل البيانات باستخدام النماذج الاقتصادية كعدسة لعرض البيانات من خلالها. تكمن فائدة هذا النهج في أن أي توصيات متعلقة بالسياسة لا تخضع لنقد لوكاس نظرًا لأن التحليلات المضادة للوقائع تأخذ في الاعتبار إعادة تحسين الوكيل. تبدأ تحليلات الاقتصاد القياسي الهيكلي بنموذج اقتصادي يلتقط السمات البارزة للعوامل قيد التحقيق. يبحث الباحث بعد ذلك عن معلمات النموذج التي تطابق مخرجات النموذج مع البيانات. هناك طريقتان للقيام بذلك. الأول يتطلب من الباحث أن يحل النموذج تمامًا ثم يستخدم أقصى الاحتمالات. ومع ذلك، كان هناك العديد من التطورات التي يمكن أن تتجاوز الحل الكامل للنموذج والتي تقدر النماذج على مرحلتين. الأهم من ذلك، هذه الأساليب تسمح للباحث للنظر في نماذج أكثر تعقيدا مع التفاعلات الاستراتيجية والتوازن متعددة.
مثال جيد على الاقتصاد القياسي الهيكلي هو تقدير مزادات العطاءات المختومة للسعر الأول مع قيم خاصة مستقلة. تكمن الصعوبة الرئيسية في عرض بيانات العطاءات من هذه المزادات في أن العطاءات لا تكشف إلا جزئياً عن المعلومات المتعلقة بالتقييمات الأساسية، بينما تحجب العروض التقييمات الأساسية. يود المرء تقدير هذه التقييمات من أجل فهم حجم الأرباح التي يحققها كل مزايد. الأهم من ذلك، من الضروري أن يكون توزيع التقييم في متناول اليد للانخراط في تصميم الآلية. في مزاد أول سعر مختوم، يتم منح العائد المتوقع لمقدم العطاء بواسطة:
(v-b)Pr(b wins)
حيث v هو تقييم العارض، ب هو العطاء. العطاء الأمثل خطأ رياضيات (خطأ في الصياغة): {\displaystyle <mrow class="MJX-TeXAtom-ORD"><mstyle displaystyle="true" scriptlevel="0"><msup><mi> <math>b^*}
 </mi><mrow class="MJX-TeXAtom-ORD"><mo> {\displaystyle b^{*}} </mo></mrow></msup></mstyle></mrow> </math>{\displaystyle b^{*}} يحل الشرط الأول:
والتي يمكن إعادة ترتيبها لإعطاء المعادلة التالية لـ خطأ رياضيات (خطأ في الصياغة): {\displaystyle <mrow class="MJX-TeXAtom-ORD"><mstyle displaystyle="true" scriptlevel="0"><mi> <math>v}
 </mi></mstyle></mrow> </math>{\displaystyle v}
لاحظ أنه يمكن تقدير احتمالية فوز العطاء في مزاد ما من خلال مجموعة بيانات المزادات المكتملة، حيث تتم ملاحظة جميع العروض. يمكن القيام بذلك باستخدام مقدرات بسيطة غير معلمية. إذا لوحظت جميع العروض، فمن الممكن عندئذٍ استخدام العلاقة أعلاه ووظيفة الاحتمال المقدرة ومشتقها للتعبير عن تقدير التقدير الأساسي. هذا سيسمح بعد ذلك للمحقق بتقدير توزيع التقييم.